# Песочный (Красноярский край)
Песочный — посёлок в Ермаковском районе Красноярского края. Входит в состав сельского поселения Ермаковский сельсовет.

## История
В 1976 г. Указом Президиума ВС РСФСР поселок пенькозавода переименован в Песочный.

## Население
| 1989 | 2002 | 2010 |
| ---- | ---- | ---- |
| 174  | ↗210 | ↘186 |